# Дейвид Рицио
Дейвид Рицио (на италиански: Davide Rizzio / Riccio) е италиански придворен, роден е близо до град Торино, потомък е на древно и знатно семейство, живеещо в Пиемонт. Роднина е на графовете Ричо ди Сан Паоло и Солбрито, които го издигат в обществото, за да стане секретар на Мария Стюарт, кралицата на Шотландия.
Съпругът на Мария Стюарт, лорд Дарнли ревнува от приятелството на Дейвид Рицио и кралицата, заради слуховете че между тях има интимна връзка. Лорд Дарнли се присъединява в заговора срещу Дейвид от протестантски благородници начело с Патрик Рутвен. Докато Мария Стюарт, Рицио и няколко от нейните придворни вечерят в очакване на лорд Дарнли да се присъедини към тях, той пристига заедно с протестантските благородници, които са част от заговора срещу Рицио. Лорд Дарнли повдига обвинение срещу Мария Стюарт за прелюбодейство, а тя прави несполучливи опити да спаси Дейвид Рицио, който се крие зад нея. 
Дейвид Рицио е музикант, неговата музикална кариера започва в град Торино, Италия. След неуспешни опити за напредък в кариерата си Рицио заминава за Шотландия. Рицио е смятан за добър музикант и отличен певец, което води до това, че кралицата на Шотландия, Мария Стюарт научава за него. Рицио забогатява под нейното покровителство и става секретар на кралицата, след като предишният ѝ секретар се оттегля от позицията си. Останалите придворни започват да разнасят слухове, че като католик и чуждестранец Дейвид Рицио има твърде близки отношение с кралицата и вероятно имат интимна връзка.

## Убийство
Ревността на лорд Дарнли от близостта на Дейвид Рицио с кралицата ускорява плана за убийството на Рицио. Събота на 9 март 1566 г. в осем часа кралицата вечеря заедно с Дейвид Рицио и няколко придворни дами в замъка Холирууд. По време на вечерята замъка е превзет от заговорниците.
В нощта на убийството Рицио, Мария Стюарт и лейди Джийн Аргайл вечерят. По това време Мария Стюарт е бременна в шестия месец с Джеймс VI. Заговорниците нахлуват в стаята, ръководени от лорд Рутвен, с иск Дейвид Рицио да бъде заловен. След като кралицата отказва да бъде изпълнено желанието им, Рицио е насила заловен и убит въпреки безуспешните опити на Мария Стюарт да го спаси. Дейвид Рицио умира, след като е намушкан петдесет и седем пъти с кама.
- Портрет от седемнадесети век, за който се твърди, че е на Дейвид Рицио, частен секретар на Мария Стюарт
- Убийството на Рицио, 1787 г. Картина от Джон Опи

|  | Тази страница частично или изцяло представлява превод на страницата David Rizzio в Уикипедия на английски. Оригиналният текст, както и този превод, са защитени от Лиценза „Криейтив Комънс – Признание – Споделяне на споделеното“, а за съдържание, създадено преди юни 2009 година – от Лиценза за свободна документация на ГНУ. Прегледайте историята на редакциите на оригиналната страница, както и на преводната страница, за да видите списъка на съавторите. ВАЖНО: Този шаблон се отнася единствено до авторските права върху съдържанието на статията. Добавянето му не отменя изискването да се посочват конкретни източници на твърденията, които да бъдат благонадеждни. |